# Centaurea gattefossei
Centaurea gattefossei là một loài thực vật có hoa trong họ Cúc. Loài này được Maire mô tả khoa học đầu tiên.